# Přírodní park Oslava
Přírodní park Oslava je chráněná přírodní oblast v Jihomoravském kraji s rozlohou 21,91 km². Rozkládá se v údolích řek Chvojnice a Oslavy mezi obcí Sudice a městem Oslavany.
Na území přírodního parku se nachází část přírodní rezervace Údolí Oslavy a Chvojnice, která chrání nejhodnotnější místa obou celých údolí. Obě jsou hluboce zaříznutá, dochází zde k vegetační inverzi. Blíže k Oslavanům se údolí Oslavy rozšiřuje.